# Kliment Timiriázev
Kliment Arkádyevich Timiryázev (del ruso: Климент Аркадьевич Тимирязев) (San Petersburgo, [22 de mayojul.] 3 de junio de  1843 - Moscú, 28 de abril de 1920) fue un botánico y fisiólogo ruso. Considerado el mayor defensor de la Teoría de la Evolución de Charles Darwin en Rusia, fundó una Escuela de Fisiología Vegetal y un laboratorio en la Academia Petrov de Moscú.

## Semblanza
Timiriázev pertenecía a una familia de la nobleza rusa. Era hijo de Arkadii Semiónovich Timiriázev (senador y consejero) y de su segunda esposa, Adelaida Bode, una mujer inglesa de origen francés que obtuvo la ciudadanía rusa. Tenía al menos tres hermanos: Nikolái (1835-1906), oficial militar; Dmitri (1837-1903), especialista en estadística; y Vasili (1840-1912), escritor.
Fue educado por profesores privados, hasta que en 1861 ingresó en la Universidad de San Petersburgo, donde se graduó con honores en la Facultad de Física y Matemáticas en 1866. Dos años más tarde publicó su primer artículo, sobre un dispositivo para estudiar la descomposición del dióxido de carbono, y fue enviado al extranjero, donde estudió bajo la dirección de algunos de los más notables químicos de la época, como Wilhelm Hofmeister, Robert Bunsen, Gustav Kirchhoff, Marcellin Berthelot, Hermann von Helmholtz, Jean-Baptiste Boussingault y Claude Bernard. Al regresar a Rusia en 1871 defendió un doctorado sobre el análisis espectral de la clorofila, y fue nombrado profesor de la Academia Petrov de Agricultura, hasta su cierre en 1892.
Desde 1877, también dio clases en la Universidad Estatal de Moscú. Su trabajo de investigación se dedicó a los fenómenos relacionados con la fotosíntesis. Fue el principal defensor de la teoría de la evolución de Charles Darwin en Rusia. También fue pionero en el uso de los invernaderos para la investigación agrícola en Rusia, práctica que inició a principios de 1870. Fue miembro de la Academia de Ciencias de Rusia (desde 1890), de la Royal Society (1911) y de la Sociedad Botánica de Escocia (1911); y profesor honorario de la Universidad Estatal de San Petersburgo, de la Universidad de Járkov, de la Universidad de Glasgow (1901), de la Universidad de Cambridge (1909) y de la Universidad de Ginebra (1909).

## Reconocimientos
LLevan su nombre:
- La Academia de Agricultura Timiryázev
- La estación Timiryázevskaya del Metro de Moscú
- El cráter lunar Timiryazev[4]